# Красимир Манев
Красимир Неделчев Манев е български математик с интереси в дискретната математика и теоретичната информатика. Професор, преподавател във Факултета по математика и информатика към Софийския университет и Нов български университет. Автор на множество учебници и помагала. Дългогодишен ръководител на националния отбор по информатика, постигнал редица успехи на международни състезания.
От 2014 е президент на Международната олимпиада по информатика (IOI).
През 1982-1986 година е секретен сътрудник на Държавна сигурност под псевдонима Божил.